# New Ross (Indiana)
New Ross és una població dels Estats Units a l'estat d'Indiana. Segons el cens del 2000 tenia 334 habitants.

## Demografia
Segons el cens del 2000, New Ross tenia 334 habitants, 129 habitatges, i 94 famílies. La densitat de població era de 444,7 habitants/km².
Dels 129 habitatges en un 38% hi vivien nens de menys de 18 anys, en un 60,5% hi vivien parelles casades, en un 9,3% dones solteres, i en un 26,4% no eren unitats familiars. En el 24,8% dels habitatges hi vivien persones soles el 14% de les quals corresponia a persones de 65 anys o més que vivien soles. El nombre mitjà de persones vivint en cada habitatge era de 2,59 i el nombre mitjà de persones que vivien en cada família era de 3,07.
Per edats la població es repartia de la següent manera: un 30,2% tenia menys de 18 anys, un 3,9% entre 18 i 24, un 34,7% entre 25 i 44, un 19,5% de 45 a 60 i un 11,7% 65 anys o més.
L'edat mediana era de 32 anys. Per cada 100 dones de 18 o més anys hi havia 92,6 homes.
La renda mediana per habitatge era de 38.250 $ i la renda mediana per família de 42.222 $. Els homes tenien una renda mediana de 37.841 $ mentre que les dones 25.795 $. La renda per capita de la població era de 15.834 $. Entorn del 3,3% de les famílies i el 4,9% de la població estaven per davall del llindar de pobresa.

## Poblacions més properes
El següent diagrama mostra les poblacions més properes.